# 边际技术替代率递减
边际技术替代率递减规律是边际技术替代率的一种性质，指当增加要素1的投入量并相应调整要素2的投入量以保持产量不变时，技术替代率会不断减小。即如果只投入一种生产要素，所能代替的另一种生产要素的量不断减少。等产量线上某一点的边际技术替代率就是等产量线在该点的斜率的绝对值，又由于边际技术替代率是递减的，所以，等产量线的斜率的绝对值是递减的，即等产量线是凸向原点的。